# MOOOV Filmfestival
Het MOOOV Filmfestival is een filmfestival georganiseerd door MOOOV en vindt plaats op zes locaties in Vlaanderen, met Turnhout en Brugge als de twee grote kernen en Lier, Sint-Niklaas, Beringen en Zuid-West-Vlaanderen als overige festivalhubs. Het festival bestaat sinds 2013 en is een fusie tussen Open Doek in Turnhout en Cinema Novo in Brugge. Het wordt jaarlijks in april georganiseerd en richt zich op onafhankelijke filmproducties, documentaires en speelfilms uit niet-Westerse landen. In de programmatie zijn solidariteit, duurzaamheid en mensenrechten belangrijke terugkerende thema's. Daarnaast worden cinematografische kwaliteit en een kritische blik op de wereld hoog in het vaandel gedragen. MOOOV speelt een curerende rol en brengt tijdens het festival heel wat titels in de zalen die in het normale circuit anders geen plekje zouden krijgen in de Vlaamse cinema's. 
Het MOOOV filmfestival is een plek van ontmoeting. Naast filmvoorstellingen organiseren MOOOV en partners tal van workshops, talks, DJ-sets, kinderactiviteiten, ontbijtmomenten en festivalcafés.
Uit duurzaamheidsoverweging besliste de organisatie om vanaf 2022 niet langer internationale gasten uit te nodigen op het festival maar volop in te zetten op online nagesprekken en Q&A's met makers uit alle hoeken van de wereld.

## Organisatie
Het MOOOV Filmfestival wordt georganiseerd door de vzw MOOOV en een team vaste en tijdelijke medewerkers en vrijwilligers. Financieel wordt het festival in belangrijke mate gesteund door Vlaanderen en het Vlaams Audiovisueel Fonds. Ook de deelnemende gemeenten dragen hun steentje bij. 

## Prijzen
Op het festival worden verschillende prijzen uitgereikt, respectievelijk door een festivaljury bestaande uit acteurs, regisseurs, auteurs en journalisten, en de bezoekers van het filmfestival.

#### Canvas Award
Uit de competitiefilms kiest de internationale festivaljury een winnaar voor de Canvas Award. De winnende film zal na het festival nog te zien zijn op Canvas en in de bioscoop.

#### Youth Award
De jongerenjury's uit Brugge en Turnhout bekijken de competitiefilms en reiken samen de Youth Award uit.

#### Behind The Scenes Award
In de gevangenis van Merksplas kijken gedetineerden ook alle competitiefilms en kiezen na afloop de Behind The Scenes Award.

#### MO* Award
Elk jaar bundelt MOOOV alle wereldfilms die in Vlaanderen in de bioscoop verschijnen. Deze films dingen mee naar de MO*Award, de distributieprijs voor de beste wereldfilm. De winnende titel wordt gekozen door de filmjournalisten in Vlaanderen. De Vlaamse distributeur die de film in de zalen bracht, krijgt een geldprijs en wordt hiermee gestimuleerd om niet-westerse titels te blijven aankopen.

#### Audience Award
Alle films tijdens het MOOOV Filmfestival komen in aanmerking voor de Audience Award. Het publiek op alle festivallocaties kan stemmen op de mooiste film. Daarmee wordt de winnaar volgens het festival dé graadmeter van het Vlaamse publiek voor een film met zicht op de wereld.